# 赤外暗黒雲

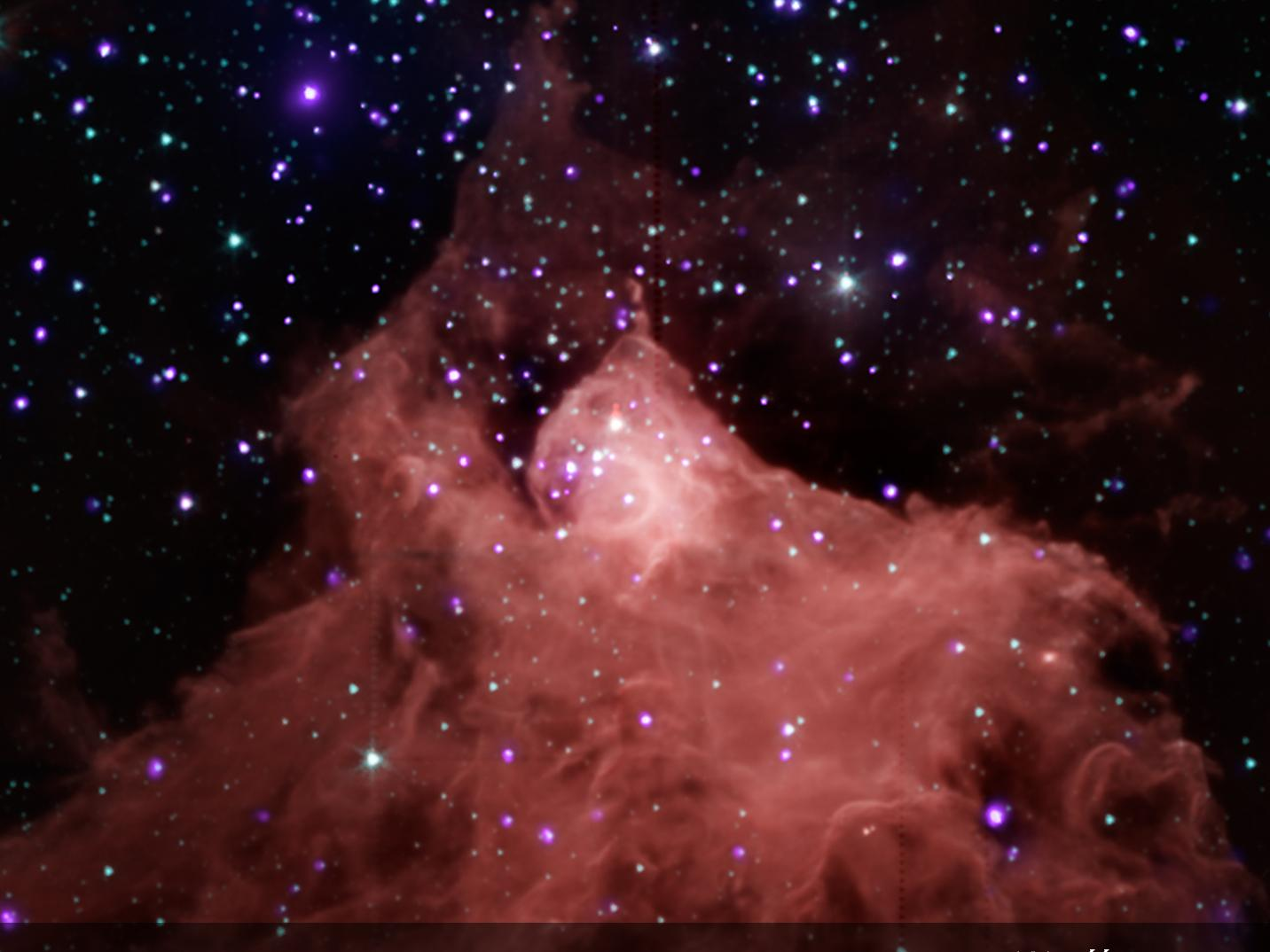
分子雲ケフェウスBの中や周りの若い恒星を示す合成画像

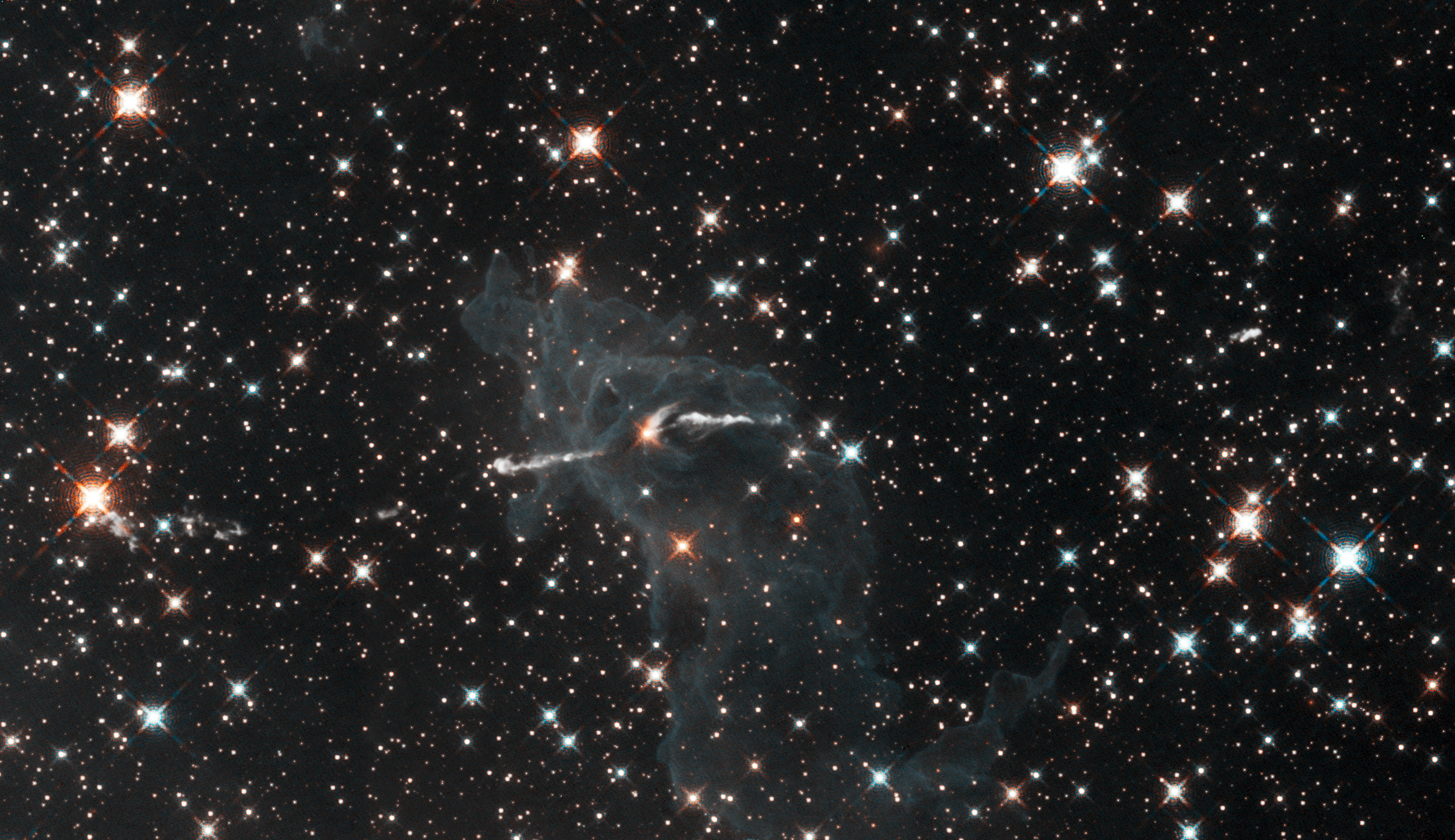
赤外線画像

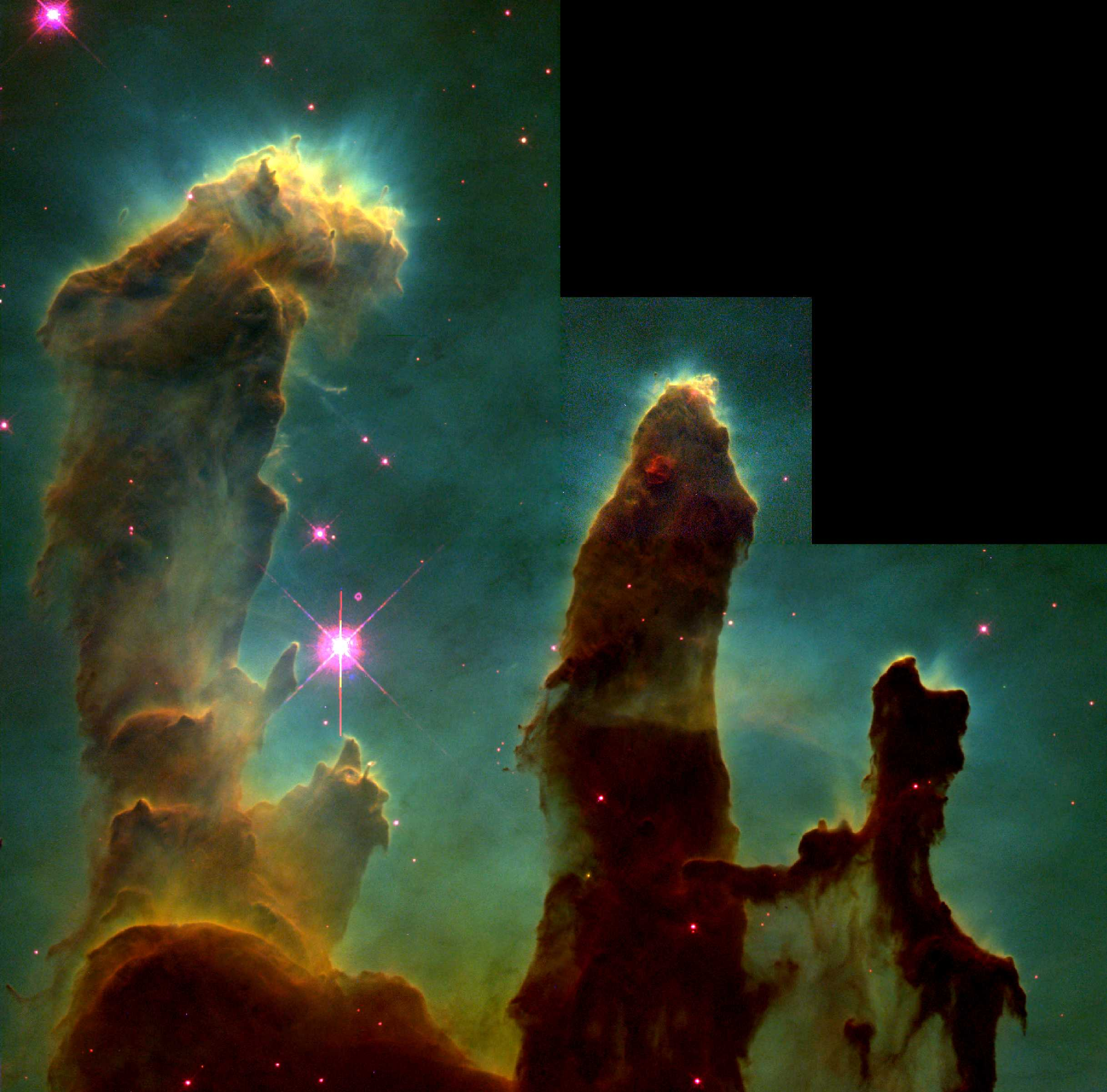
星形成

赤外暗黒雲(Infrared dark cloud、IRDC)は、冷たく密度の大きい分子雲の領域である。銀河面からの明るい中赤外線放出に対してシルエットのように見える。

## 発見
赤外暗黒雲は、1996年に赤外線宇宙天文台を用いて初めて発見された。そのため、さらなる研究が必要である。

## 重要性
赤外暗黒雲は、高質量の恒星の形成の初期段階であると考えられており、星形成の過程全体を理解するために極めて重要である。